# Felice Tocco
Felice Tocco (Catanzaro, 11 settembre 1845 – Firenze, 6 giugno 1911) è stato un filosofo e storico della filosofia italiano.

## Biografia e pensiero
Studiò all'Università di Napoli con Bertrando Spaventa e in quella di Bologna, allievo di Francesco Fiorentino. Insegnante di antropologia a Roma, divenne professore di Storia della filosofia a Pisa e poi a Firenze.
Cresciuto nell'alveo della cultura hegeliana coltivata dai seguaci di Spaventa, ne attuò un ripensamento dopo lo studio di Johann Friedrich Herbart, Kuno Fischer ed Eduard von Hartmann, fino a diventare sostenitore di un neokantismo in cui permangono comunque tracce dello storicismo hegeliano.
Nella filosofia di Kant, di cui privilegiava le esigenze della ragion pratica, Tocco vedeva un argine al dogmatismo sia della metafisica più astratta, sia del materialismo, ritenendo che il metodo induttivo delle scienze naturali, delle quali riconosceva la validità, dovesse integrarsi con quello deduttivo dell'idealismo spiritualista.
Nel 1875 si pose, nelle sue Ricerche platoniche, il problema della cronologia degli scritti platonici, stabilendone un ordine che sarà apprezzato da Guido Calogero, mentre nella sua monografia su Giordano Bruno negò che il filosofo di Nola potesse essere considerato un "martire del libero pensiero", quanto piuttosto l'interprete dei nuovi bisogni di razionalizzazione delle teorie filosofiche, in linea con l'impulso delle ricerche scientifiche in atto ai suoi tempi. 
Contribuì alla pubblicazione delle opere latine di Bruno, individuandone tre fasi di sviluppo: una fase neoplatonica, una fase panteistica e una atomistica.

## Opere
- Ricerche platoniche, Catanzaro 1876;
- L'eresia nel Medioevo, Firenze 1884;
- Le Opere latine di Giordano Bruno esposte e confrontate con le italiane da Felice Tocco, 1889 (R. Istituto di Studi Superiori Pratici e di Perfezionamento in Firenze);
- Le Fonti più recenti della filosofia del Bruno. Nota del socio Felice Tocco, 1892 in "Rendiconti della R. Accad. dei Lincei. Classe di scienze morali, storiche e filologiche", Vol. 1, fasc. 7/8. 1892;
- Le opere inedite di Giordano Bruno. Memoria letta all’Accademia di scienze morali e politiche della Società Reale di Napoli dal socio Felice Tocco, 1898;
- Studi francescani, Napoli 1909;
- Studi kantiani, Palermo 1909.

## Archivio e biblioteca personali
La Biblioteca Umanistica dell'Università degli studi di Firenze conserva un Fondo d'archivio  e un Fondo librario intitolati a Felice Tocco, in parte acquistati e, successivamente, donati dal figlio Roberto. Le carte d'archivio comprendono appunti e note manoscritte degli anni 1870-1910 di argomento principalmente filosofico quali materiali preparatori per lezioni, conferenze e pubblicazioni.
Tra le circa 7000 carte complessive, si conservano anche documenti relativi all'attività di insegnamento e le poche lettere rimaste del carteggio andato distrutto nel 1943 a seguito di un bombardamento.. La biblioteca personale, giunta nell'Ateneo fiorentino insieme alle carte personali, è costituita da 2078 opere e 3579 opuscoli (dal XVII al XX secolo), che interessano, oltre alla filosofia, principalmente la psicologia, la pedagogia e l'antropologia.